# Pacto Briand-Kellogg
El Pacto Kellogg-Briand, también conocido como Pacto de París, es un tratado internacional que fue firmado el 27 de agosto de 1928 en París por iniciativa del ministro de Asuntos Exteriores de Francia, Aristide Briand, y del Secretario de Estado de los Estados Unidos, Frank B. Kellogg mediante el cual los quince estados signatarios se comprometían a no usar la guerra como mecanismo para la solución de las controversias internacionales. Este pacto es considerado el precedente inmediato del artículo 2.4 de la Carta de las Naciones Unidas, en el que se consagra con carácter general la prohibición del uso de la fuerza.
Una crítica que se le suele hacer al Pacto Kellogg-Briand es que no cumplió todos sus objetivos, pero podría decirse que tuvo cierto éxito. No pudo evitar la Segunda Guerra Mundial pero fue la base de los juicios y la ejecución de los líderes nazis en 1946. Además, las guerras declaradas fueron muy poco frecuentes después de 1945. Ha sido ridiculizado por su moralismo, legalismo y falta de influencia en la política exterior. El pacto no tenía ningún mecanismo de aplicación, y muchos historiadores y politólogos lo consideran en su mayor parte irrelevante e ineficaz. No obstante, el pacto sirvió de base jurídica para el concepto de crimen contra la paz, por el que los Tribunal de Núremberg y Tribunal de Tokio juzgaron y ejecutaron a los máximos dirigentes responsables del inicio de la Segunda Guerra Mundial.

## Negociaciones y ratificación

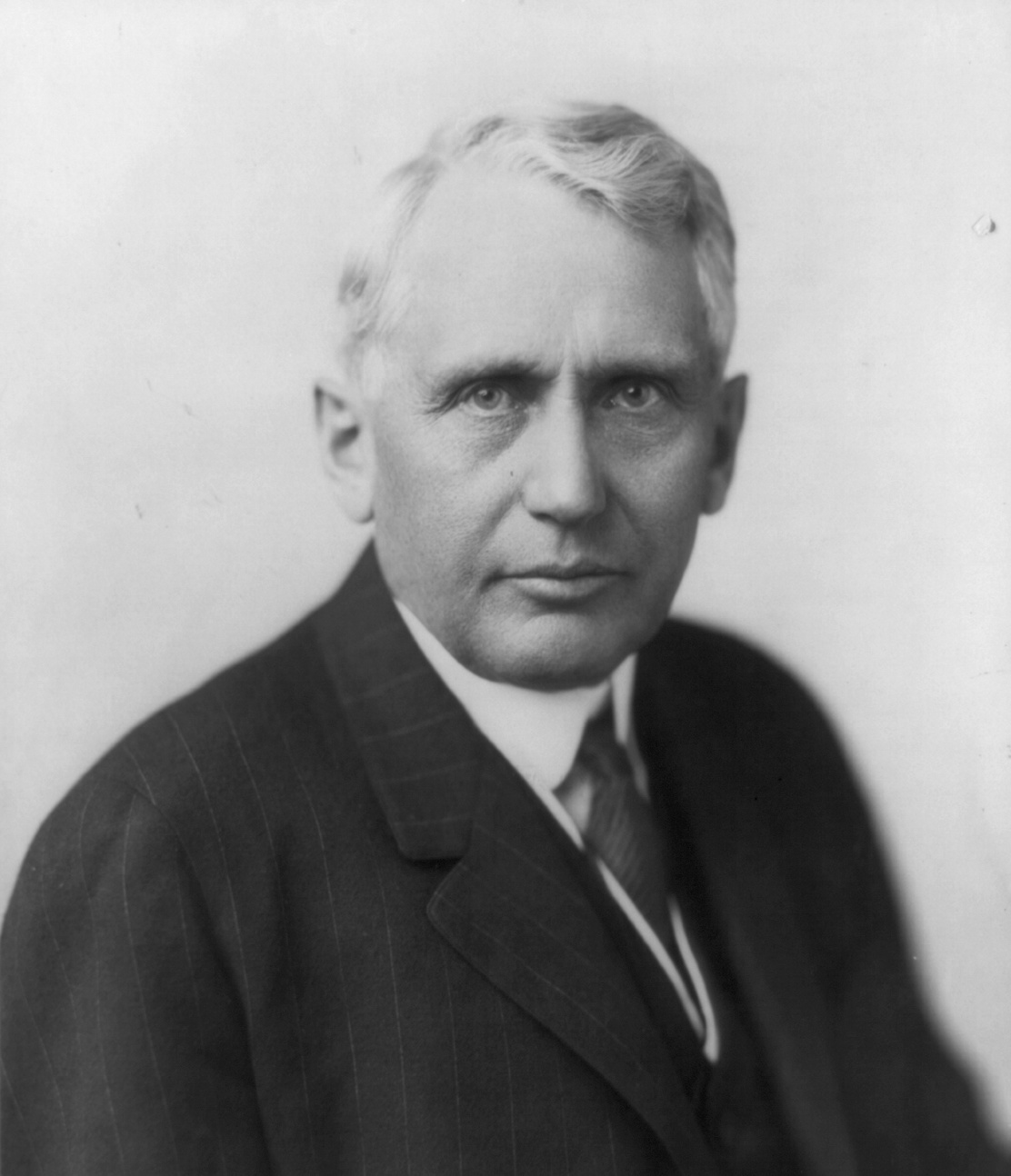
Frank B. Kellogg.

El Ministro de Asuntos Exteriores francés, Aristide Briand, propuso en 1927 al Secretario de Estado de los Estados Unidos, Frank Billings Kellogg un pacto que proscribiera y prohibiera la guerra como instrumento de política nacional.
Ambos gobiernos presentaron el tratado a otros países. Los 15 firmantes fueron Alemania, los Estados Unidos, Francia, el Reino Unido, Reino de Italia, Japón, Bélgica, Polonia, Canadá, Australia, Nueva Zelanda, Unión Sudafricana, Estado Libre Irlandés, India (aún bajo mandato británico) y Checoslovaquia. Otros 57 países se adhirieron más tarde.
Briand, Kellogg y el alemán Gustav Stresemann diseñaron un futuro de paz bajo el arbitrio de la Sociedad de Naciones, que la crisis económica iniciada en 1929 y los intereses de las principales potencias dejarían sin validez un poco después.
Valoraciones de Henry Kissinger, en su obra Diplomacia (1994) sobre el Pacto Briand-Kellogg:

Los dirigentes confundidos suelen tender a sustituir un sentido de la dirección por simples maniobras de relaciones públicas. Briand, deseoso de simular que estaba haciendo algo, aprovechó la ocasión del décimo aniversario de la entrada de los Estados Unidos en la guerra para presentar a Washington en junio de 1927 el borrador de un tratado según el cual los dos gobiernos renunciarían a la guerra en sus relaciones mutuas y convendrían en zanjar todas sus disputas por medios pacíficos. El secretario de Estado norteamericano, Frank B. Kellogg, no supo bien cómo responder a un documento que renunciaba a lo que nadie temía, y ofrecía lo que todos daban por sentado. Se aproximaba 1928, año de elecciones, y esto ayudó a aclarar las ideas de Kellogg. La «paz» era bien vista, y el borrador de Briand tenía la ventaja de que no entrañaba consecuencias prácticas. A comienzos de 1928, Kellogg rompió el silencio y aceptó el borrador del tratado. Pero fue más lejos que Briand al proponer que la renuncia a la guerra incluyera a tantas naciones como fuese posible. La oferta resultó tan irresistible como carente de sentido. El 27 de agosto de 1928, quince naciones firmaron con grandes celebraciones el Pacto de París (popularmente conocido como Pacto Kellogg-Briand) en que renunciaban a la guerra como instrumento de política nacional. Pronto fue ratificado prácticamente por todas las naciones, incluso Alemania, Japón e Italia, países cuyas agresiones ensombrecerían la década siguiente.
Henry Kissinger, Diplomacia (1994)

## Contenido

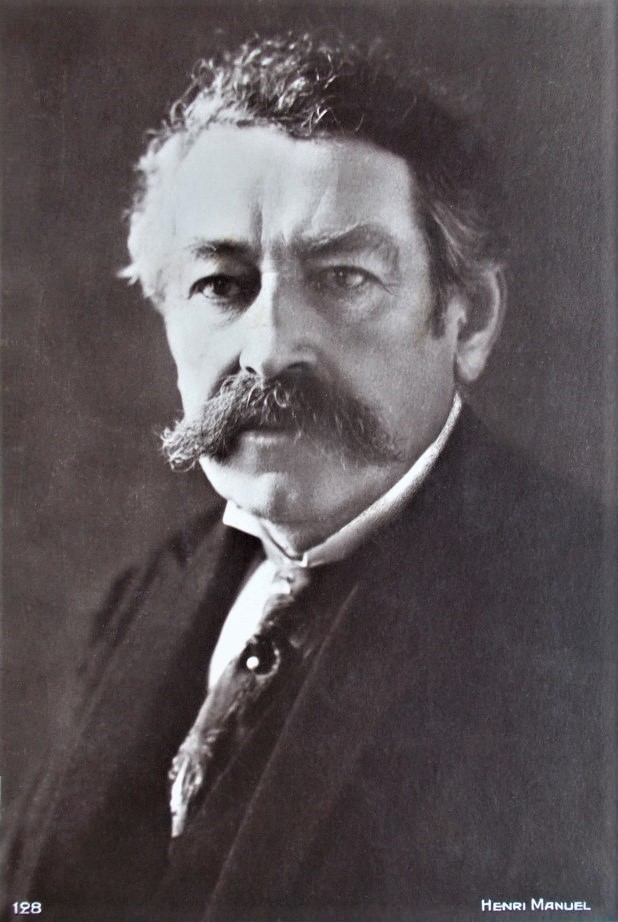
Aristide Briand.

El tratado consta de un preámbulo y de tres artículos, aunque es tan sólo en los dos primeros donde se regula el principio del no recurso a la guerra para la solución de las controversias:

Artículo 1: las Altas Partes Contratantes declaran solemnemente en nombre de sus naciones, que condenan la guerra como medio de solución de controversias internacionales y que desisten de su uso como herramienta de la política nacional en sus relaciones mutuas.

Artículo 2: las Altas Partes Contratantes reconocen que el arreglo o la solución de todas las  controversias o conflictos, cualquiera sea su naturaleza u origen, que pudieran surgir  entre ellos, no deberá jamás buscarse sino por medios pacíficos.

## Legado
Dado que este Tratado, evidentemente, no terminó con los conflictos internacionales, se ha cuestionado su utilidad. Sin embargo, sirvió para fundamentar la acusación de crimen contra la paz durante los juicios de Núremberg.
Aunque quizás más importante que su utilización como base en los juicios de Núremberg, es su influencia sobre la posterior Carta de las Naciones Unidas (1945), que prohibió en su artículo 2.4 el uso de la guerra como medio de resolución de las controversias internacionales. Este definitivo rechazo de la guerra como medio de la política, fue previsto por Briand en su discurso del 27 de agosto de 1928: "...desde ahora ilegal, está sometida bajo un acuerdo que la coloca fuera de la ley, que asegura al delincuente la reprobación y la enemistad de todos los signatarios ... ¿Que este pacto no es de Realpolitik?, ¿Que faltan las sanciones? ¿Acaso la Realpolitik consiste solamente en sumar hechos y dejar de lado los factores morales y la opinión pública?. Desde ahora aquel Estado que se atreva a provocar el rechazo de los signatarios, se expondrá a que se levante contra él paulatina y voluntariamente una suerte de solidaridad generalizada cuyas consecuencias terribles pronto tendrá que sufrir."
Briand recibió el Premio Nobel de la Paz en 1926 por sus esfuerzos por la reconciliación entre Alemania y Francia junto al ministro de relaciones exteriores de Alemania, Stressemann. Kellogg recibió en 1929 el Premio Nobel de la Paz por sus esfuerzos por proscribir la guerra.

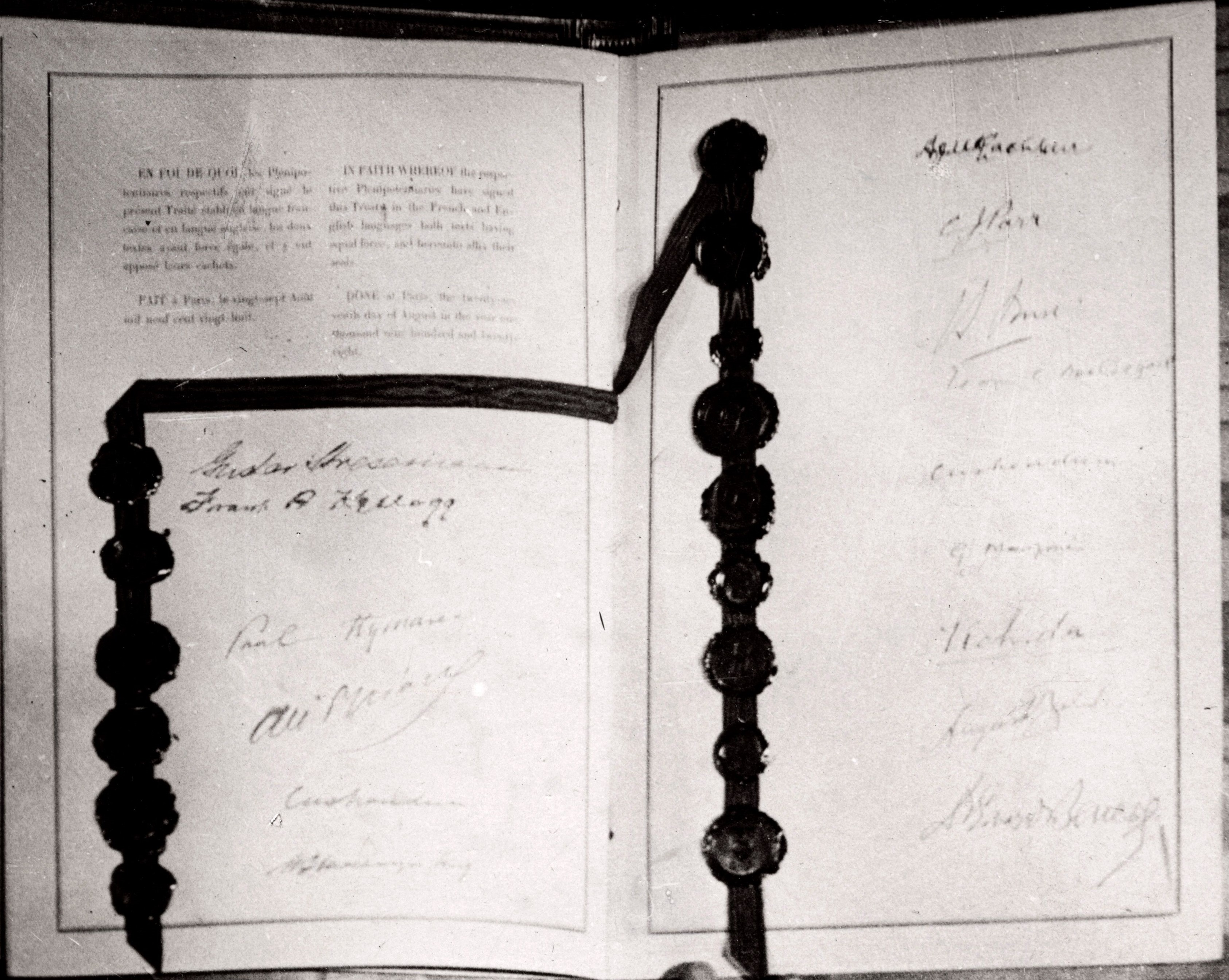
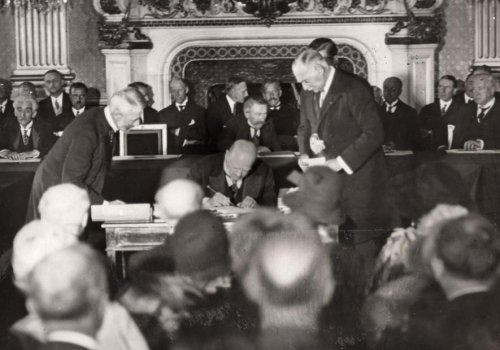
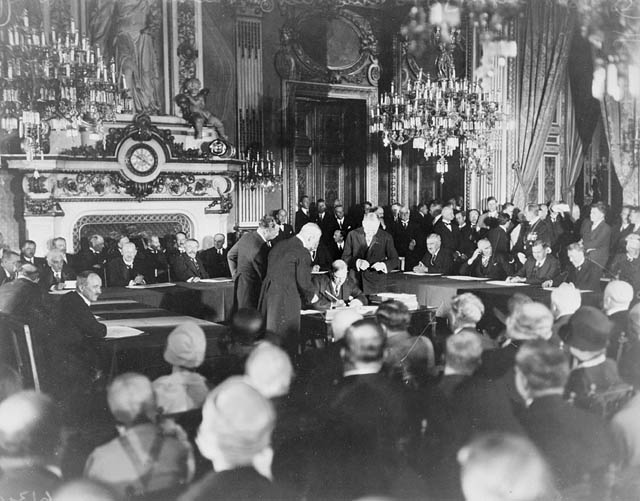

## Efecto
El Pacto Kellogg-Briand de 1928 se celebró al margen de la Sociedad de Naciones y sigue vigente. Un mes después de su celebración, se concluyó en Ginebra un acuerdo similar, el Acta General para el Arreglo Pacífico de Controversias Internacionales, que obligaba a sus partes firmantes a establecer comisiones de conciliación en cualquier caso de controversia. Con la firma del Protocolo Litvinov en Moscú el 9 de febrero de 1929, la Unión Soviética y sus vecinos occidentales, incluido Rumanía, acordaron poner en vigor el Pacto Kellogg-Briand sin esperar a que otros signatarios occidentales lo ratificaran. La cuestión de Besarabia había dificultado el acuerdo entre Rumanía y la Unión Soviética y la disputa entre las naciones por Besarabia continuó. Las disposiciones centrales del pacto, que renunciaban al uso de la guerra y promovían la resolución pacífica de las disputas y el uso de la fuerza colectiva para evitar agresiones, se incorporaron a la Carta de las Naciones Unidas y a otros tratados. Aunque continuaron las guerras civiles, las guerras entre estados establecidos han sido raras desde 1945, con algunas excepciones importantes como la Guerra indo-pakistaní de 1971 y varios conflictos en Oriente Medio.
En la práctica, el Pacto Kellogg-Briand no cumplió sus objetivos primordiales, pero se puede decir que tuvo cierto éxito. No puso fin a la guerra ni detuvo el auge del militarismo, y fue incapaz de mantener la paz internacional en los años siguientes. Su legado sigue siendo una declaración del idealismo expresado por los defensores de la paz en el periodo de entreguerras. Sin embargo, también contribuyó a borrar la distinción legal entre guerra y paz, ya que los firmantes, tras renunciar al uso de la guerra, comenzaron a librar guerras sin declararlas, como en la invasión japonesa de Manchuria en 1931, la invasión italiana de Abisinia en 1935, la invasión soviética de Finlandia en 1939, y las invasiones alemana y soviética de Polonia.

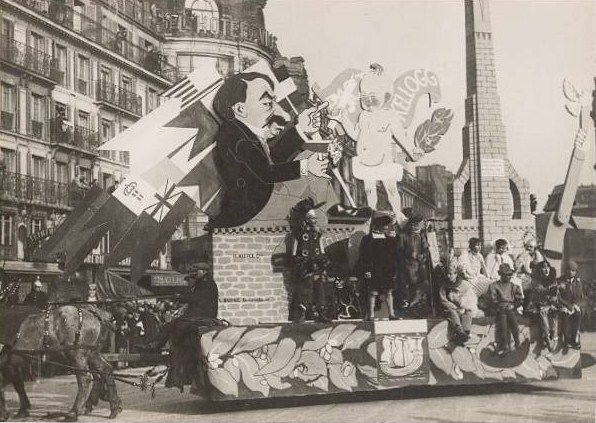
Burla del Pacto durante el Carnaval de París en 1929.

La percepción popular del Pacto Kellogg-Briand fue mejor resumida por Eric Sevareid quien, en una serie televisada a nivel nacional en Estados Unidos sobre la diplomacia estadounidense entre las dos guerras mundiales, se refirió al pacto como un "pedazo de papel sin valor". En su historia de Europa de 1914 a 1948, el historiador Ian Kershaw se refirió al Pacto como "vacuo" y dijo que era "papel mojado desde el momento en que se firmó".
Aunque el Pacto ha sido ridiculizado por su moralismo y legalismo y por su falta de influencia en la política exterior, dio lugar a una política exterior estadounidense más activista. Los juristas Scott J. Shapiro y Oona A. Hathaway han argumentado que el Pacto inauguró "una nueva era de la historia humana" caracterizada por el declive de la guerra interestatal como dinámica estructuradora del sistema internacional. Según Shapiro y Hathaway, una de las razones de la insignificancia histórica del pacto fue la ausencia de un mecanismo de ejecución que obligara a los signatarios a cumplirlo, ya que el pacto sólo prevé que a los infractores "se les denieguen los beneficios proporcionados por [el] tratado". También afirmaron que el pacto atraía a Occidente porque prometía asegurar y proteger las conquistas anteriores, asegurando así su lugar a la cabeza del orden jurídico internacional de forma indefinida.  Escribían en 2017:
Como sus efectos reverberaron por todo el planeta, remodeló el mapa mundial, catalizó la revolución de los derechos humanos, permitió el uso de sanciones económicass como herramienta de aplicación de la ley, y encendió la explosión en el número de organizaciones internacionales que regulan tantos aspectos de nuestra vida cotidiana.
Hathaway y Shapiro demuestran que entre 1816 y 1928 se produjo una media de una conquista militar cada diez meses. Después de 1945, en un contraste muy marcado, el número de conflictos de este tipo descendió a uno cada cuatro años. El pacto, además de vincular a las naciones particulares que lo firmaron, también ha servido como una de las bases jurídicas que establecen las normas internacionales que la amenaza o el uso de la fuerza militar en contravención del derecho internacional, así como las adquisiciones territoriales resultantes de ello, son ilegales.  La prohibición de la guerra agresiva fue confirmada y ampliada por la Carta de las Naciones Unidas, que establece en el artículo 2, párrafo 4, que "Todos los Miembros, en sus relaciones internacionales, se abstendrán de recurrir a la amenaza o al uso de la fuerza contra la integridad territorial o la independencia política de cualquier Estado, o en cualquier otra forma incompatible con los Propósitos de las Naciones Unidas."  Una consecuencia jurídica es que es ilegal anexionarse territorio por la fuerza, aunque no se han impedido otras formas de anexión. En términos más generales, en la actualidad existe una fuerte presunción contra la legalidad del uso o la amenaza del uso de la fuerza militar contra otro país. Las naciones que han recurrido al uso de la fuerza desde la entrada en vigor de la Carta han invocado normalmente la legítima defensa o el derecho de defensa colectiva.
Cabe destacar que el pacto también sirvió de base jurídica para el concepto de crimen contra la paz. Fue por cometer este crimen por lo que el Tribunal de Núremberg y el Tribunal de Tokio juzgaron y ejecutaron a los principales líderes responsables del inicio de la Segunda Guerra Mundial.
Los politólogos Julie Bunck y Michael Fowler en 2018 argumentaron que el Pacto fue:
una importante aventura temprana en el multilateralismo. ... [El derecho internacional evolucionó para circunscribir el uso de la fuerza armada con restricciones legales. La adquisición forzosa de territorio mediante la conquista se convirtió en ilegítima y los que la llevaban a cabo podían incurrir en responsabilidad penal. Al penalizar la guerra, Kellogg-Briand desempeñó un papel en el desarrollo de una nueva norma de comportamiento en las relaciones internacionales, una norma que sigue desempeñando un papel en nuestro orden internacional actual.